# Ruta Estatal de California 178
La Ruta Estatal de California 178, y abreviada SR 178 (en inglés: California State Route 178) es una carretera estatal estadounidense ubicada en el estado de California. La carretera está dividida en dos segmentos, el primero inicia en el Oeste, en la SR 58 , SR 99     en Bakersfield continuando hasta el Este en Trona Road cerca de Trona, luego la vía es dividida y continúa en el segundo segmento hacia el Oeste en la Valle de la Muerte hasta finalizar al Este en la SR 372     en Pahrump, Nevada. La carretera tiene una longitud de 268,4 km (166.81 mi).

## Mantenimiento
Al igual que las autopistas interestatales, y las rutas federales y el resto de carreteras estatales, la Ruta Estatal de California 178 es administrada y mantenida por el Departamento de Transporte de California por sus siglas en inglés Caltrans.

## Cruces
La Ruta Estatal de California 178 es atravesada principalmente por los siguientes cruces:

 US 395     en Ridgecrest